# د کامان لینتس
د کامان لینتس (به انگلیسی: The Common Linnets) گروه موسیقی هلندی است.
آن ها در مسابقه آواز یوروویژن ۲۰۱۴ نماینده هلند بودند.